# Fontaine François Ier
La fontaine François Ier est située à Cognac en Charente, place de la Fontaine au pied du Château de Cognac.

## Historique
Elle a été reconstruite à l'emplacement d'une fontaine préexistante portant déjà le nom de « fontaine François Ier ».  Elle est située au pied de la tour du comte Jean, à gauche sur la place que l'on aborde en passant la porte de la ville. Alors que son architecture classique la date du XVIIe siècle les écrits des historiens locaux donnent le début du XIXe siècle comme date de construction par l'architecte François-Nicolas Pineau. Elle a été déplacée de quelques mètres en 1865.

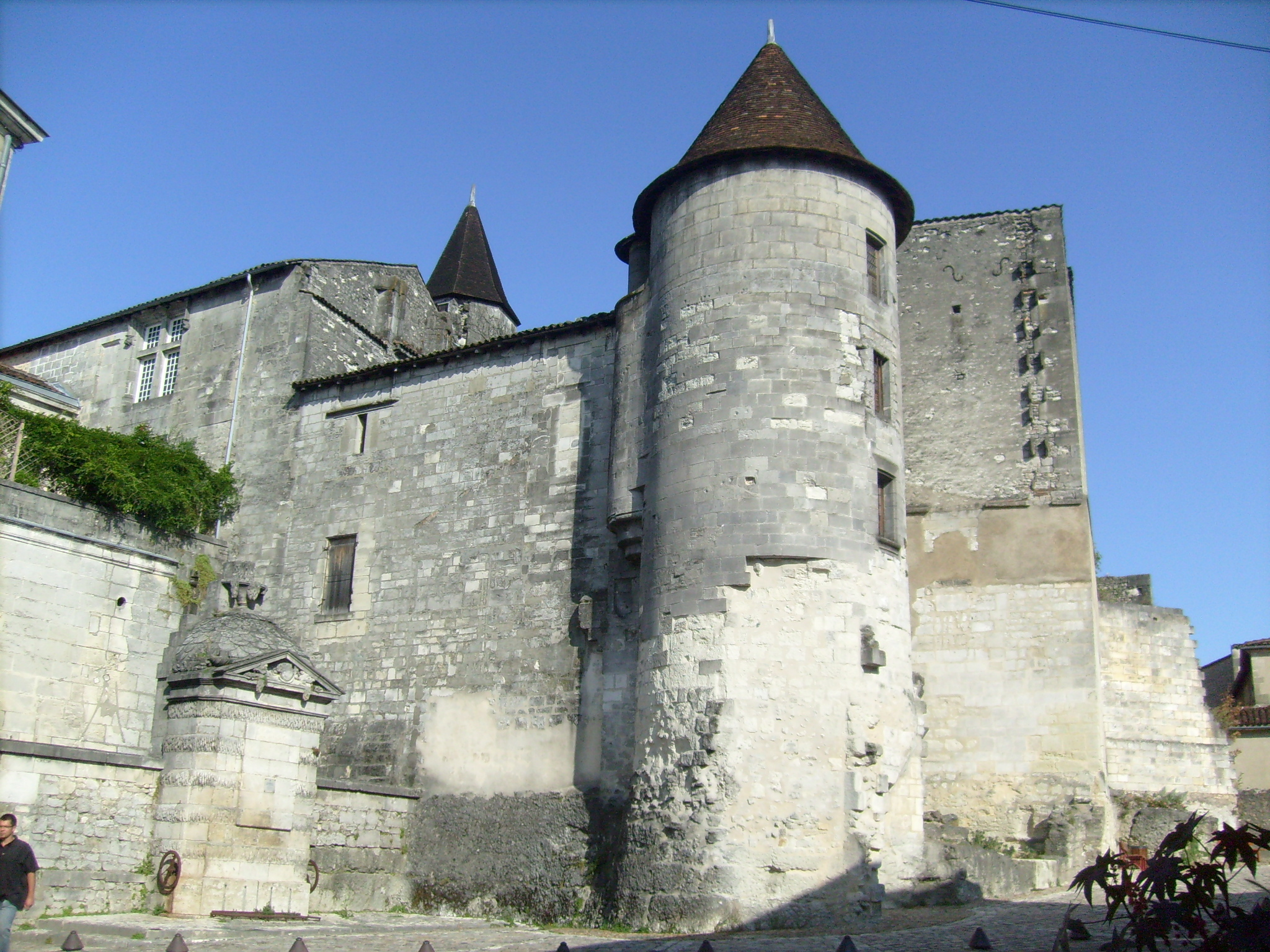
la fontaine et la tour du comte Jean

La fontaine fait l’objet d’une inscription au titre des monuments historiques depuis le 27 février 1925.

## Architecture
Construire en pierre de taille, un calcaire local elle est de style classique à dôme ovale et fronton triangulaire.
Elle est ornée de sculptures, bossages fantaisie, vasque déversant de l'eau et sur le fronton triangulaire des têtes d'animaux fantastiques.